# 佐伯美香
佐伯美香（日语：／ Saiki Mika，1972年9月25日—），日本女子排球、沙滩排球运动员。她曾代表日本参加1996年、2000年和2008年夏季奥林匹克运动会。她也曾参加1998年亚洲运动会。